# Туловице (гмина)
Туловице (пол. Tułowice) — сельская гмина (волость) в Польше, входит как административная единица в Опольский повет (силезский), Опольское воеводство. Население — 5509 человек (на 2004 год).

## Демография
| Перепись                       | Всего   | Всего | Женщины | Женщины | Мужчины | Мужчины |
| ------------------------------ | ------- | ----- | ------- | ------- | ------- | ------- |
| Единицы                        | человек | %     | человек | %       | человек | %       |
| Население                      | 5509    | 100   | 2774    | 50,4    | 2735    | 49,6    |
| Плотность населения (чел./км²) | 67,9    | 67,9  | 34,2    | 34,2    | 33,7    | 33,7    |

## Сельские округа
1. Гощовице
2. Лигота-Туловицка
3. Скарбишовице
4. Шидлув
5. Туловице
6. Туловице-Мале

## Соседние гмины
1. Гмина Домброва
2. Гмина Компрахцице
3. Гмина Корфантув
4. Гмина Ламбиновице
5. Гмина Немодлин
6. Гмина Прушкув